# Apigenin
Apigenin (4′,5,7-trihydroxiflavon) är en flavonoid som är aglykon till apiin, som finns i många växter. Det är ett gult kristallint ämne som har använts för färgning av ull.

## Biosyntes

Biosynthetic pathway of apigenin.